# Elvis Forde
Elvis Forde (* 18. November 1959 in Saint Andrew, Barbados) ist ein ehemaliger barbadischer Leichtathlet. Mit der barbadischen 4-mal-400-Meter-Staffel wurde er Sechster bei den Olympischen Spielen 1984.
Forde studierte in den Vereinigten Staaten an der Murray State University und an der Southern Illinois University. Während seines Studiums gehörte er jeweils zur Leichtathletik-Auswahl seiner Universität, an der Southern Illinois wurde er 1995 in die Athletics Hall of Fame aufgenommen. Forde gewann vier NCAA-Titel und stellte mit der Staffel von Southern Illinois in 3:00,78 Minuten einen US-Hochschulrekord auf.
International trat Forde für sein Heimatland Barbados an. Bei den Olympischen Spielen 1984 erreichte er im 400-Meter-Lauf das Halbfinale und wurde dort in 45,32 Sekunden Sechster. Die 4-mal-400-Meter-Staffel in der Besetzung Richard Louis, David Peltier, Clyde Edwards und Elvis Forde erreichte das Finale und belegte dort den sechsten Platz.
Bei den Central American and Caribbean Championships gewann Forde 1985 und 1986 die Bronzemedaille, bevor er 1987 Gold gewinnen konnte. Dazwischen war Forde bei den Hallenweltmeisterschaften 1987 bis ins Halbfinale gelangt. Im Freien bei den Weltmeisterschaften 1987 schied Forde im Viertelfinale aus. Auch bei den Olympischen Spielen 1988 schied er im Viertelfinale aus, mit der Staffel verpasste Forde als Fünfter im Halbfinale nur knapp den Finaleinzug.
Nach Beendigung seiner Karriere arbeitete Forde von 1989 bis 2002 als Leichtathletiktrainer an der Austin Peay State University, seit 2002 ist er Cheftrainer an der Illinois State University.
Elvis Forde hatte bei einer Größe von 1,80 m ein Wettkampfgewicht von 74 kg. Er ist verheiratet und hat zwei Kinder.

## Persönliche Bestzeiten
- 400-Meter-Lauf: 45,32 Sekunden (1984 in Los Angeles) Landesrekord
- 4-mal-400-Meter-Staffel: 3:01,60 Minuten (1984 in Los Angeles) Landesrekord